# Lanchester 6x4 Armoured Car
La Lanchester 6x4 Armoured Car era un veicolo corazzato britannico prodotto, in numeri limitati, tra la fine degli anni venti e l'inizio del decennio successivo. La sigla 6x4 era stata introdotta per distinguere questi mezzi da quelli, prodotti precedentemente, che erano a quattro ruote motrici.
Allo scoppio della seconda guerra mondiale alcuni di queste autoblindo erano ancora in servizio in diverse unità dislocate in alcuni territori dell'allora impero britannico e nelle forze territoriali nella stessa Gran Bretagna. Vide un limitato impiego durante i combattimenti che si svolsero nell'inverno 1941-1942 in Malaysia.

## Storia
Lo sviluppo dell'autoblindo cominciò il 19 luglio 1927 quando la Lanchester Motor Company ottenne un contratto per la realizzazione di un veicolo corazzato. I primi due prototipi, basati su un telaio realizzato dalla stessa società, erano pronti nel mese di marzo dell'anno successivo. Designati D1E1 e D1E2 differivano tra loro principalmente per l'armamento e la forma della torretta. Nella D1E2 era stato anche aggiunto un secondo posto di guida nella parte posteriore del veicolo.
La Lanchester presentava una configurazione molto simile a quella delle Rolls Royce Armoured Car. La parte anteriore ospitava il motore. Seguiva poi il vano di combattimento sovrastato dalla torretta, che poteva ospitare due uomini, armata con due mitragliatrici Vickers da 12, 7 e da 7,7 mm. La cupola della torretta poteva ruotare in maniera indipendente. Nella parte posteriore del veicolo, sotto lo scafo corazzato, era stato realizzato un vano che ospitava l'equipaggiamento.
Nella parte anteriore dello scafo era sistemata una terza mitragliatrice da 7,7 mm. Nelle versioni comando del mezzo questa arma era sostituita con una radio tipo N°9 dotata di antenna a frusta e, di conseguenza, il mitragliere veniva sostituito da un operatore radio. Le prove alle quali vennero sottoposte le due autoblindo rivelarono alcuni problemi al telaio che si rivelò non abbastanza resistente per sopportare il peso, relativamente alto, del veicolo, e troppo flessibile nella marcia in fuoristrada. Per migliorare questa situazione vennero quindi applicati dei rinforzi e vennero introdotte altre modifiche minori.
Il primo ordine fu di 22 esemplari, tutti con telaio rinforzato. Queste autoblindo vennero designate Mk.I e Mk. IA. Quest'ultima era la versione comando della Mk.I.
Seguirono, fino al 1932, altri 15 esemplari. Due Lanchester erano in versione addestramento, D1E3 e D1E4, mentre le altre 13 ricevettero la designazione di Mk. II e Mk. IIA. Ancora una volta la -A indicava la versione speciale comando.

## Impiego
Le prime Lanchester vennero consegnate nel gennaio del 1929 all'11° Ussari che, a causa del lento ritmo delle consegne, completò l'equipaggiamento solo nel 1934. Nel novembre dello stesso anno questo reggimento venne inviato in Egitto per sostituire il 12º Royal Lancers che venne rimpatriato. Passarono a questa unità anche tutte le Lanchester. Nel gennaio-febbraio del 1935 lo squadrone D del 12° Lancieri, equipaggiato con otto autoblindo, venne inviato nella regione della Saar dove svolse attività di mantenimento della pace. Il 31 dicembre gli squadroni B e C dello stesso reggimento furono nuovamente inviati in Egitto. Queste unità, dotate di 29 Lanchester, dovevano rinforzare le forze britanniche presenti in quello scacchiere in risposta alla mutata situazione internazionale dovuta allo scoppio della Guerra d'Etiopia e al rafforzamento delle truppe Italiane in Libia . Queste autoblindo furono principalmente impiegate come unità di ricognizione sulla frontiera occidentale dell'Egitto. In seguito le Lanchester cominciarono a venire sostituite con le nuove autoblindo della prodotte dalla Morris.
Nel 1939 tredici Mk. I, una Mk. IA, cinque Mk. II e tre Mk. IIA furono inviate in estremo oriente. Vennero assegnate ad alcuni battaglioni della Forza Volontaria della Federazione Malese, ad analoghe unità presenti a Singapore e al 2º Battaglione Argyll & Sutherland Highlander sempre in Malesia. Furono queste ultime ad essere utilizzate nei combattimenti che videro impegnate le forze britanniche e giapponesi nell'inverno 1941-1942.
Altre dieci Lanchester erano impiegate dalle forze territoriali, 23^ London Armoured Car Company e al 1° Derbyshire Yeomanry, presenti sul suolo del Regno Unito. Nel 1940 una autoblindo venne trasformata per il trasporto dei ministri e di altri VIP. L'anno successivo due Lanchester furono assegnate al 1º squadrone autoblindo belga.

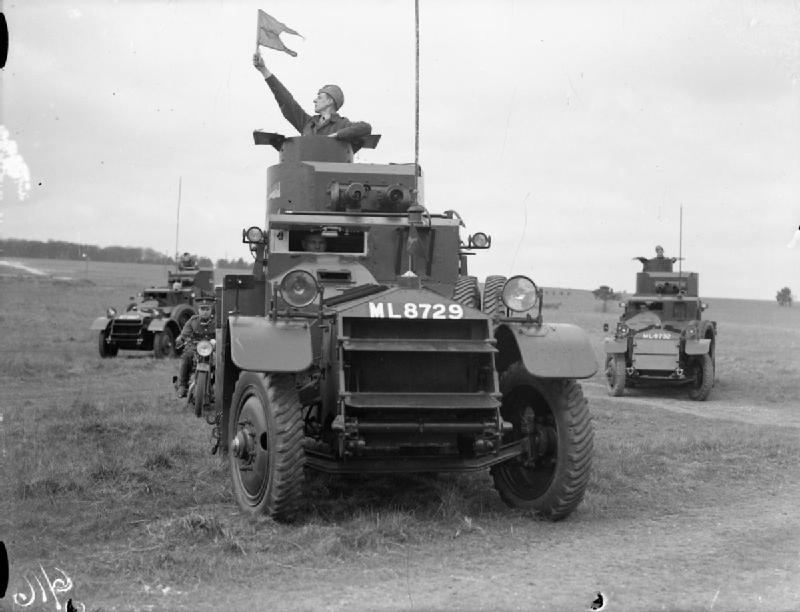
Autoblindo Lanchester Mk. II utilizzate durante delle esercitazioni

Oggi l'unico esemplare esistente è conservato presso il museo di Bovington.

## Versioni
- Mk. I: Ruote posteriori gemellate - realizzata in 18 esemplari
- Mk. IA: Versione comando della Mk. I - realizzata in quattro esemplari
- Mk. II: Ruote posteriori singole, cupola della torretta realizzata con piastre inclinate - sette esemplari prodotti
- Mk. IIA: Versione comando della Mk. II - realizzata in sei esemplari